# Nimnica
Nimnica (em húngaro: Nemőc) é um município da Eslováquia, situado no distrito de Púchov, na região de Trenčín. Tem 7,36 km² de área e sua população em 2018 foi estimada em 705 habitantes.

## Demografia
| Ano:        | 1994 | 2004   | 2014   | 2024   |
| ----------- | ---- | ------ | ------ | ------ |
| Broj ljudi: | 627  | 670    | 701    | 732    |
| Razlika:    |      | +6,85% | +4,62% | +4,42% |

| Ano:               | 2023 | 2024   |
| ------------------ | ---- | ------ |
| Número de pessoas: | 726  | 732    |
| Diferença:         |      | +0,82% |